# Gniew (emocja)

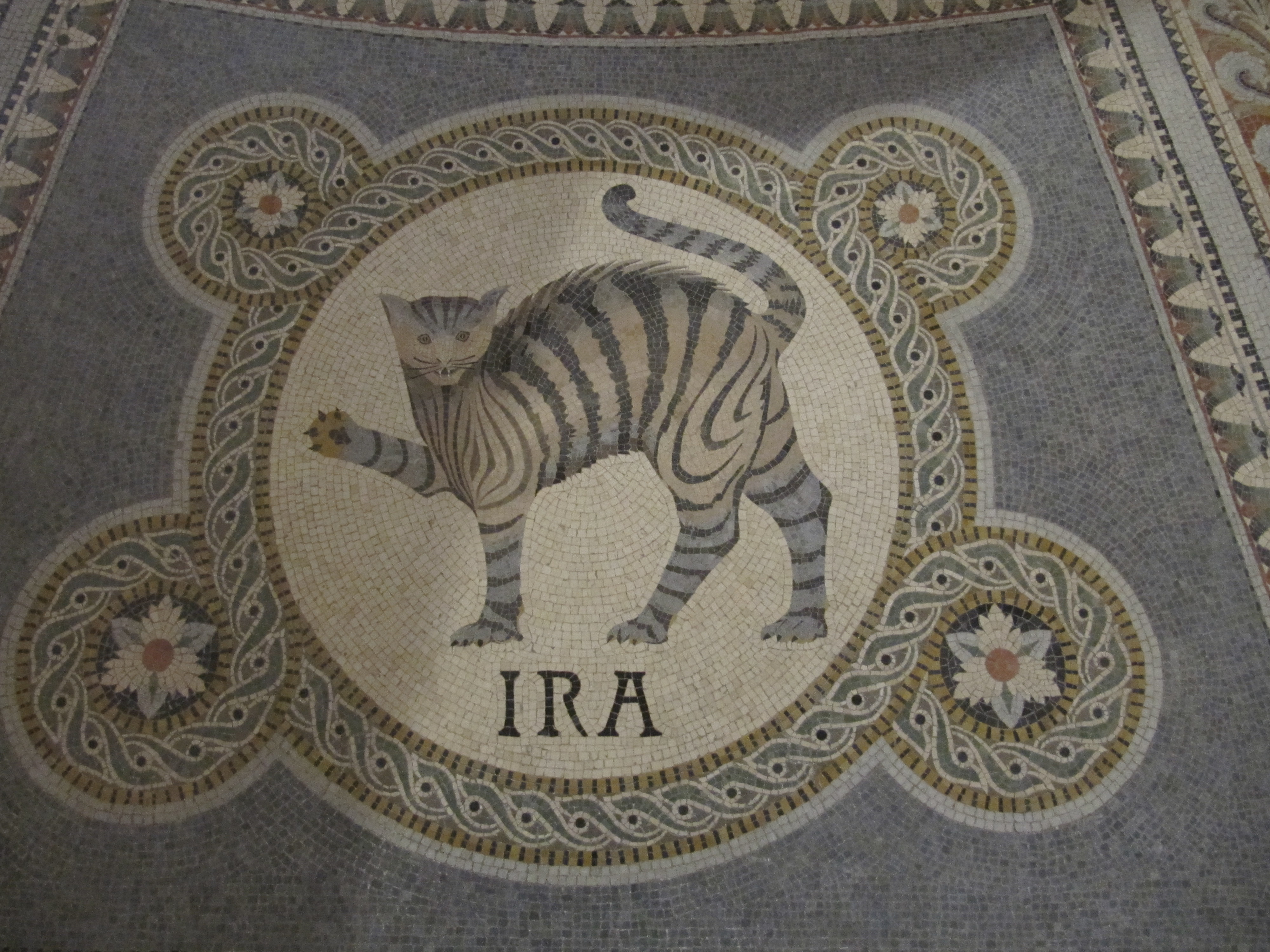
Kot jak symbol Gniewu (mozaika w bazylice Notre-Dame de Fourvière w Lyonie)

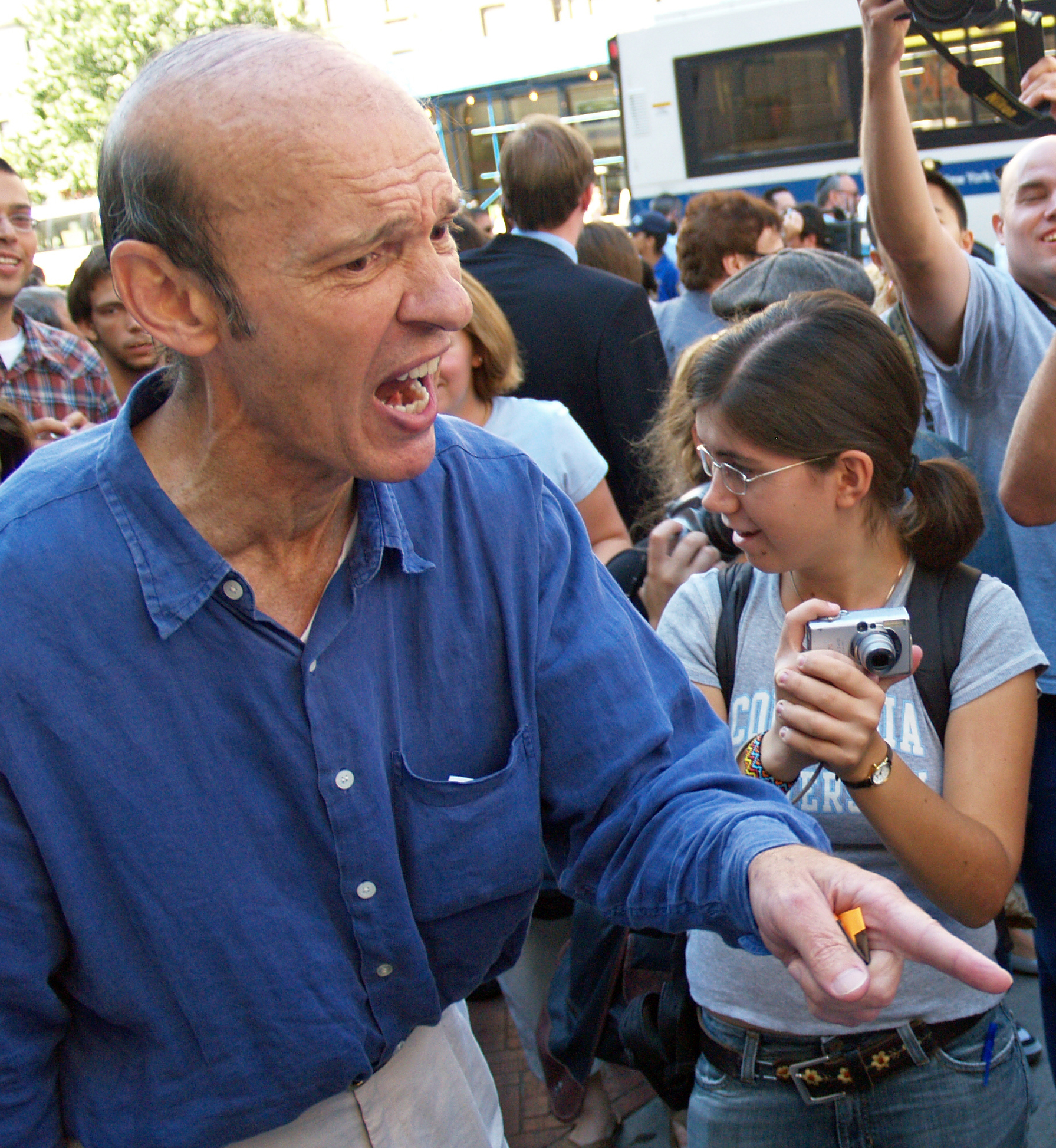
Gniew czasami prowadzi do ostrych wypowiedzi lub nawet akcji agresywnych.

Gniew – reakcja emocjonalna na niepowodzenie lub wzburzenie emocjonalne, czasami z nastawieniem agresywnym (zob. złość), będąca reakcją na działanie interpretowane jako skierowana negatywnie akcja zaczepna. Podobnie jak inne emocje, gniew specyficznie zabarwia obraz postrzeganej rzeczywistości. Dzięki zniekształceniu rzeczywistości przygotowuje do działania w sposób korzystny dla osoby doznającej tego odczucia. Umiejętność kontroli gniewu zależy od możliwości intelektualnych oraz socjalizacji danego człowieka.
Do określenia poziomu i natężenia gniewu służy m.in. skala ekspresji gniewu (SEG).
Gniew składa się z trzech elementów: myśli, reakcji fizjologicznej oraz zachowania. W przeciwieństwie do złości i wściekłości, gniew może być kontrolowany.

## Komponent fizjologiczny gniewu
Układ współczulny i mięśniowy ogólnie rzecz biorąc - mobilizują się, przygotowują do ataku. Spada przepływ krwi w naczyniach podskórnych, oraz kończynach, zwiększając jej dawkowanie do głównych narządów takich jak mózg, serce, oraz najważniejszych mięśni (m.in. ramion, ud). Wzrasta ciśnienie tętnicze i szybkość pracy serca. Przestaje pracować układ pokarmowy. Zostają pobudzone odpowiednie  ośrodki w mózgu, odpowiedzialne za wydzielanie innych "hormonów stresu" oraz koncentrację. Rozszerzają się źrenice. Pocą się wnętrza dłoni, zwiększając tym swoją przyczepność, co umożliwia pewniejszy chwyt w walce. Wydziela się m.in. fenyloetyloamina, adrenalina. Częściowo zostaje zredukowane odczuwanie bólu. Zwiększa się refleks. Zależnie od poziomu stresu, zostają zredukowane ograniczenia siły mięśni (normalnie człowiek wykorzystuje ok. 25–30% rzeczywistej siły mięśni, a to dlatego, że jest ona redukowana przez mózg, który „wie”, że nie tylko nie jest ona potrzebna w 100% i powodowałaby niepotrzebne zużycie energii, ale także dlatego, że siła mięśni jest niewspółmierna do ich wytrzymałości, i blisko kresu swych możliwości mięśnie zrywałyby się ze ścięgien bardziej szkodząc, niż pomagając).

## Behawioralny komponent gniewu
Działanie, w przypadku niekontrolowanego gniewu (a czasem także w przypadku kontrolowanego), to z reguły atak, który ma na celu zaprzestanie działania innej osoby, które jest interpretowane jako skierowana negatywnie akcja zaczepna. Przy dobrej socjalizacji atak sprowadza się do zachowań werbalnych, przy słabszej – atak jest fizyczny.

## Funkcje gniewu
- informacja o naruszeniu granic, praw, terytorium
- energetyzująca
- katarktyczna
- obrona własnej wartości, ochrona ego

## Uwarunkowania społeczne i religijne
W buddyzmie gniew uważany jest za jedno z najważniejszych splamień, przeszkadzających w osiągnięciu oświecenia.
W kościele katolickim nieuporządkowany bądź nieuzasadniony gniew jest wymieniany jako jeden z siedmiu grzechów głównych, gdyż świadomie podsycany i budzony, jest sprzeciwieniem się miłości bliźniego, która stanowi podstawową zasadę moralną Nowego Testamentu.
Osoby szczególnie podatne na gniew nazywane są impulsywnymi i są one z tego powodu często negatywnie oceniane przez otoczenie.